# Florică Murariu

a Compétitions nationales et continentales officielles uniquement.

b Matchs officiels uniquement.
Florică Murariu, né le 28 mars 1955 à Botoșani et décédé le 24 décembre 1989, est un ancien joueur de rugby à XV roumain. Il a joué avec l'équipe de Roumanie de 1976 à 1989, évoluant au poste de troisième ligne aile. 

## Carrière

### En équipe de Roumanie
Florică Murariu connaît sa première cape en 1976 à l'occasion d'un match contre l'équipe de Bulgarie. Sa dernière apparition a lieu le 24 septembre 1989 contre l'équipe du Zimbabwe.
Sa carrière internationale fut parsemée de plusieurs exploits contre des grandes nations du rugby, comme contre le Pays de Galles en 1983, battu 24-6 à Bucarest, notamment grâce à un essai de Murariu.
Officier dans l'Armée roumaine, il est pourtant assassiné en 1989 par des militaires fidèles au "Conducător" Nicolae Ceaușescu à un barrage.

## Statistiques en équipe nationale

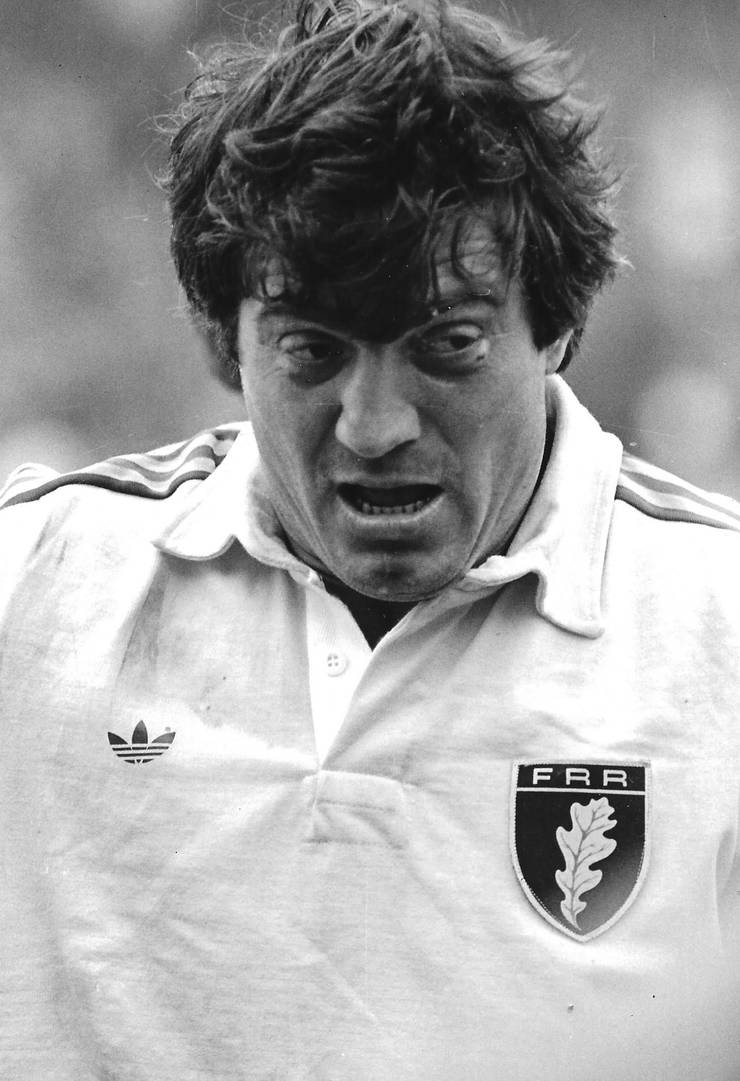
Florică Murariu avec la Roumanie en 1980.

- 69 sélections de 1976 à 1989
- 32 points
- 8 essais

### Coupe du monde
- 1987 : 2 sélections (Zimbabwe, Écosse).

## Palmarès

### En club
- Champion de Roumanie :  1977, 1979, 1980, 1981, 1983, 1984, 1985, 1987, 1988, 1989
- Vainqueur de la Coupe de Roumanie : 1977, 1978

### En équipe nationale
- Vainqueur de la Trophée européen FIRA : 1977, 1981, 1983